# Université Claude-Bernard-Lyon-I
Université Claude-Bernard-Lyon-I är ett av de tre offentliga universiteten i Lyon i Frankrike. Det är uppkallat efter den franske fysiologen Claude Bernard och är specialiserat på vetenskap och teknik, medicin och idrottsvetenskap. Det grundades 1971 genom sammanslagningen av naturvetenskapliga fakulteten i Lyon med medicinska fakulteten.
De viktigaste administrations-, undervisnings- och forskningsanläggningarna finns i Villeurbanne, och andra campus finns i Gerland, Rockefeller och Laennec, i det 8:e arrondissementet i Lyon. Till universitetet är knutna Hospices Civils de Lyon, inklusive Centre Hospitalier Lyon-Sud, som är det största universitetssjukhuset i regionen Rhône-Alpes och det näst största i Frankrike.
Universitetet har varit självständigt sedan januari 2009. År 2020 förvaltade det en årlig budget på över 420 miljoner euro och hade 2 857 lärare.

## Kända akademiker
- Jérémie Azou, en fransk roddare
- Claire Bové, en fransk roddare
- Nicolas Hayek, en schweizisk entreprenör och företagsledare